# رموگلیفلوزین اتابونات
رموگلیفلوزین اتابونات (انگلیسی: Remogliflozin etabonate) دارویی از دسته گلیفلوزین برای درمان استئاتوهپاتیت غیر الکلی (NASH) و دیابت نوع ۲ است.

## مکانیسم عمل
رموگلیفلوزین اتابونات یک پیش‌داروی رموگلیفلوزین است. رموگلیفلوزین پروتئین‌های انتقال سدیم-گلوکز (SGLT) را که مسئول بازجذب گلوکز در کلیه هستند، مهار می‌کند. مسدود کردن این ناقل باعث می شود که گلوکز خون از طریق ادرار دفع شود. رموگلیفلوزین برای SGLT2 انتخابی است.